# 細川賴之
細川賴之（1326年—1392年），細川賴春之嫡子，與細川詮春、細川賴有、細川賴元、細川滿之為兄弟。曾任室町幕府管領，右馬頭，武藏守，相摸守。

## 生平
細川賴之嘉曆元年(1326年)生於三河國。幼名彌九郎。法名常久。根據群書系圖部集，賴之幼年時甚是聰慧，而且有很多異事異聞。
文和4年(1355年)2月，山名時氏起兵反叛，侵京師。賴之從屬將軍足利義詮，率四國兵向山崎神南討伐時氏，時氏敗走。
貞治元年(1361年)，於讚岐白峰城之戰中戰勝投降南朝的同族細川清氏(前幕府管領)。清氏於此戰死，遂後四國被平定。賴之被任命為四國摠管，從四位下右馬頭。
貞治6年(1367年)，11月，義詮病重，便遣使讚州招賴之交代後事。義詮讓幼君足利義滿視賴之為父，不可違其教誨。又對賴之言：“如今我們二人共享一子(義滿)，望能不懈保護。”賴之遵命，將軍任其為武藏守。同年，12月7日義詮公薨。時義滿公僅10歲。賴之尊先將軍命令，敍任管領，專管政事。訂立新制度，嚴禁奢華，例行儉約。起用賢臣，辭退奸佞。選用有才德者。並常常親自服侍義滿左右，教導義滿有關官吏爭論，百姓訴訟刑獄之事。處事必須明辨是非，無冤獄、誣告。賴之又曾以法師六人穿色彩斑斕的衣袴，腰掛大小刀於軍營中嬉戲玩笑，猶如俳優。士兵、大臣們玩弄他們，更戲稱其為侫坊、童坊人。從此，凡有侫臣，眾人皆稱其為侫坊，是故眾人恥於為阿諛奸佞者。
又傳賴之曾秘密教誨義滿，在諸大臣伺候之時多多發言，讓大臣們不敢輕視幼君。
應安元年/貞治7年(1368年)，4月15日，亥刻，細川右馬頭賴之(時任管領)擔任左馬頭義滿元服禮之加冠者(烏帽子親)。次年義滿被正式授予征夷大將軍的稱號。其後賴之繼續以管領身份輔助少年將軍義滿。
6月，為御名代 (即將軍的代理人)，前往石清水，恭奉銀釼、金神馬等。
應安3年(1370年)，發大軍向南方。攻河內國，連陷數城。但楠木正儀沒有出戰，賴之便率軍回京，留下山名氏清留守河州。其後楠木正儀投降，4月進入京城，先參見賴之。
應安4年(1371年)，3月，賴之辭職，退休於丹波。12月，義滿召賴之。賴之再次從政。
應安6年(1373年)，任相摸守。
應安7年(1374年)，3月，義滿揮軍筑紫，賴之跟隨。此軍共艤船五百艘，載糧米五萬餘石。
康曆元年(1379年)閏4月，賴之於南海辭職。出京之時，祝髮(即出家)，號常久。作詩道：“人生五十愧無功，花木春過夏巳中，滿室蒼蠅掃難盡，去尋禪榻臥清風。”
同年秋，於阿波建蘭若，號寶冠寺，以僧人絕海為住持。
明德元年(1390年)，四海大亂，將軍常發兵征討。
明德2年(1391年)，將軍召常久(即細川頼之)到京。將軍以大館氏信委與政務，以常久嗣子賴元為管領 (或言有指讓常久重任管領)。
同年12月，山名氏清、山名滿幸率族黨寇京師。常久等與之對抗，戰於內野。常久揮白羽，鳴金鼓，十萬精兵一呼以上。一日之內便分出勝負。賊軍敗走，氏清伏誅，滿幸逃走。斬敵首級數千。是以常久為此戰第一軍功者。是日，常久於軍中未吃一口飯，卻偶然路過一寺廟，入內食恭奉於佛前的嚮食。其子孫視此為吉祥的範例，是以代代於元日供嚮膳。
明德3年(1392年)，3月2日，常久重病將死，於是招兒子賴元於白幕下對其說：“這些年山名氏常常反叛，我常常很擔心，如今已將其滅了，天下再無叛逆者了。我雖然將要死去，卻已無所顧慮。我雖不肖，卻久居重職，封賜數國，生前的榮耀已經遠我而去了。”說完便去世了。
行年64歲。葬於嵯峨。設廟於嵯峨天龍寺。稱為永泰院。在谷，又稱為地藏院。
義滿聞之甚是悲歎，是以親往其葬禮。於石清水御社參拜時，亦見其神色遲滯。並在鹿苑院為常久祈冥福，親寫圓顛一乘妙文賜予常久。
賴之年少時，曾夢天童降臨，跳舞踏歌唱道：“百伊志止百伊志加里止於毛伊志仁加衛須加衛須茂百伊志幾加那。”此歌有三百個字。是祝賀其家家運長久之曲。其後，果真如此歌所語，子孫代代相傳，分封大國，世代為臣，彰顯家名。而且，常久平日便愛好和歌，其所詠之歌均記於新後拾遺和新續古今集。
是以永泰院中有天童開扇成舞像，是模仿賴之夢中的境象。
後來，於其父賴春百年忌日，請來五岳長老到阿州勝瑞，設大響齋。請竺雲大師於賴春忌日。請天隱大師於賴之忌日。天隱道：“俗家的百年忌會齋，可以賴春的嚮齋為範本。”